# Büsum
Büsum (på plattysk Büsen) er en by og kommune i det nordlige Tyskland, beliggende i Amt Büsum-Wesselburen under Kreis Dithmarschen. Kreis Dithmarschen ligger i den sydvestlige del af delstaten Slesvig-Holsten. Det er en havneby beliggende ud til Nordsøen, og har siden det 19. århundrede været et badested. Büsum er efter Sankt Peter-Ording og Vesterland på Sild den tredjestørste turistby på Slesvig-Holstens Nordsøkyst.
Det var oprindelig en ø med flere landsbyer, men har siden 1585 været forbundet med fastlandet.

## Geografi
Kommunen ligger ud til Nordsøen ved Meldorfer Bucht, i nærheden af Ejderens udmunding i Dithmarscher Marsk, omkring 100 km nordvest for Hamborg. Havnen er forbundet med havet via strømmen Piep, der løber gennem Nationalpark Schleswig-Holsteinisches Wattenmeer. På grund af stormflodsfare er Büsums havn beskyttet af et stemmeværk, der bliver lukket ved vandstand der er mere end én meter over daglig vande

### Nabokommuner
Nabokommuner er (med uret fra nord) Westerdeichstrich og Büsumer Deichhausen (begge i Kreis Dithmarschen).

## Historie
Büsum bliver første gang nævnt (som en ø) i 1140. Øens navn i middelalderdokumenter har skiftet flere gange fra det originale Bivsne (1140), til Busin (1208), Busen (1281), og Buzen (1447), til øen endte med navnet Büsen (og videre Büsum). Büsums middelalderhistorie er blevet dokumenteret i krøniken af Neocorus (Johannes Adolph Köster), en lokal pastor og lærer i det 16. århundrede.
Gennem middelalderen var Büsum en ø med tre landsbyer: Süderdorp, Middeldorp og Norddorp. Stormfloder i henholdsvis 1362, 1436 og 1570 oversvømmede det meste af øen og ødelagde Süderdorp og Middeldorp. Det tidligere Norddorp med Sankt Clemenskirken danner det som i dag er Büsums bymidte. I 1585 blev øen forbundet med fastlandet via en dæmning. Gentagne opdæmninger gjorde sit til, at der blev skabt nyt land, som igen blev sikret med diger. Stormfloder fortsatte at kræve sit, blandt andre Burchardi-floden (1634) som krævede 168 menneskeliv og ødelagde 102 hjem. Senere, i 1717, da Julestormfloden hærgede på sit værste, blev landsbyen Werven totalødelagt. Den sidste store stormflod, som ramte Büsum, kom i februar 1825. I den senere tid har gentagne forstærkninger og udvidelser af digerne gjort sit til, at Büsum har været forskånet for lignende stormfloder. Den seneste inddigning var havnekogen i 1940.
Øen Büsum hørte til at begynde med til Bispedømmet Hamborg og Bremen indtil Ditmarsken blev en selvstændig bonderepublik. I middelalderen blev Büsum ofte besøgt af handelsmænd, såkaldte hanseater. Hansaen var Ditmarskens nærmeste allierede, men bonderepublikken blev aldrig en del af selve forbundet. Det fattige folk på øen Büsum havde en kedelig tendens til at bedrive sørøveri for at forbedre sine levevilkår, hvilket resulterede i gentagne konflikter. I 1420 sejlede Rackler Kersten og hans mænd fra Büsum ind til havnen i Hamborg for at plyndre hanseaternes handelsskibe. Som hævn nedbrændte vrede hanseatere kirken i Middeldorf på Büsum. Den nye kirke blev bygget i Norddorf, og møbleret med flere genstande plyndret fra øen Pellworm af piraten Cord Widderich.
Fra 1559 til 1867 var Büsum (og Ditmarsken) dansk territorium, og blev derefter en del af Kongeriget Preussen. Under 2. verdenskrig blev værftet og havnen i Büsum brugt af Kriegsmarine, hvilket gjorde byen til et yndet bombemål for allierede fly. Büsum blev bombet den 4. maj 1945, samme dag som tyske tropper overgav sig i Nordtyskland. Under bombningen mistede 9 mennesker livet, 19 blev skadede og 5 huse blev totalskadede. Efter krigen var Büsum en del af den britiske okkupationszone frem til 1955, da Forbundsrepublikken Vesttyskland blev oprettet.